# 제1회 한국대중음악상
제1회 한국대중음악상은 2003년 대한민국에서 발매된 음악을 대상으로 2004년 3월 17일에 열린 시상식이다. 문화일보 및 문화연대가 주최하고, KT, 국민체육진흥공단과 케이티프리텔이 후원하였다. 2003년 초부터 대한민국의 대중음악이 위기에 놓여있다는 인식에서 출발하여 같은 해 9월 선정위원회를 구성한 뒤 이듬해 2월 23일 시상식의 개최를 발표하였다.
시상식의 후보는 선정위원의 1차 심사를 거쳐 2월 28일 발표되었다. 후보 발표 이후부터는 네티즌의 투표를 받았다. 김광진과 이상은의 사회로 성균관대 600주년 기념관에서 개최된 시상식에서는 최다 후보자 아소토 유니온, 빅마마, 러브홀릭이 네 부문에 후보로 올랐지만, 2회 이상 수상자는 없었다. 오마이뉴스와 뮤직시티에서 생중계를 하였고, 엠넷에서는 녹화된 방송이 송출되었다. 같은 해 4월 2일에는 시상식에 관한 의견을 받기 위해 공개토론회를 열었다. 시상식 및 시상식과 관련된 몇몇 부분에서는 비판을 받았으나, 논공행상적 방송국의 가요 시상식 폐지에 대한 목소리를 내는 데 일조했다는 평도 받았다.

## 배경

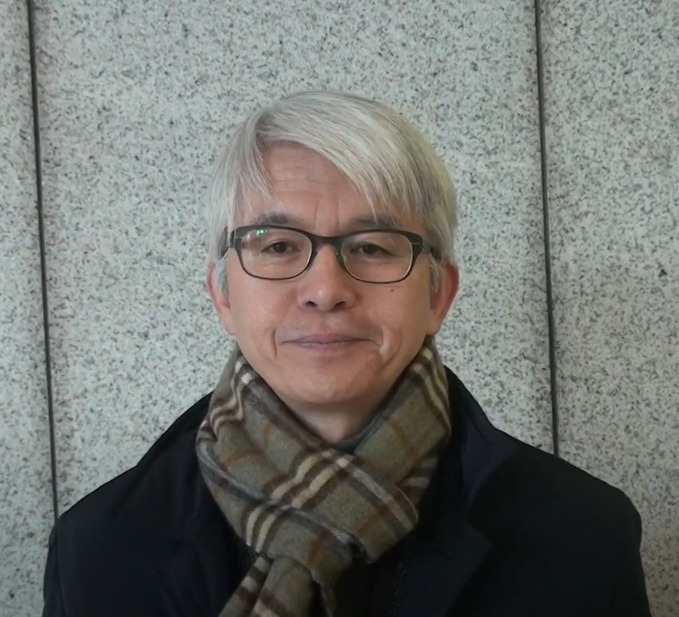
한국대중음악상 선정위원회장 김창남(사진)

방송국의 가요 시상식과는 다른 대중음악 시상식에 대한 논의는 2003년 초부터 이루어졌다. 성공회대학교의 김창남 교수는 시상식이 "우리 대중음악이 문화적으로나 산업적으로 심각한 위기 상황에 처해 있다는 인식에서 출발"했다고 언급하였다.
2003년 9월 초 대중음악개혁을위한연대(이하 대개련)에서 기존 7개의 음악상에 대한 문제점 등을 이야기하는 자리를 가지고, 많은 시상식이 개최되는 연말에 성명을 내는 등의 방안을 논의했다. 다음 모임에서는 협찬과 매체의 도움을 받아 시상식이 없는 음악상을 제정하자는 이야기가 모아졌고, 시민단체인 문화연대에서 사람을 모아 9월 말 선정위원끼리의 첫 만남이 이루어졌다. 당시 모임에서는 김창남을 위원장으로 하여 평론가, 기자, 라디오 PD 등 17명의 선정위원으로 구성된 선정위원회를 발족하고, 대중음악상의 제정에 합의하였다. 또한 문화일보가 협찬을 찾고 문화연대가 함께 참여한다는 이야기가 오갔다. 당시까지는 시상식의 이름이 정해지지 않았고, 임시로 '한국의 좋은 음악 시상식'(Korean Good Music Awards, KGMA)'라는 명칭을 사용하였다.
2차 회동에서는 대략적으로 수상 부문과 선정 원칙 등을 정하였다. 하지만 협찬을 구하지 못하며 재정적인 문제로 어려움을 겪었고, 2004년 1월에는 대개련 내에서 심사위원이 뽑은 결과만 언론에 공개하자는 주장이 나왔다. 그러나 KT의 후원이 최종적으로 결정되었고, 이에 위원회에서는 한 차례 선정위원회모임을 추가로 가졌다. KT와 더불어 국민체육진흥공단, 케이티프리텔도 후원 및 협찬에 참여하였다. 이후 2월 23일, 문화연대는 기자회견을 개최하고, 3월 17일 성균관대의 600주년기념관에서 미국의 그래미상을 벤치마킹한 한국대중음악상 시상식을 주최하겠다고 발표했다. 선정위원장 김창남은 논공행상적 방송사의 가요 시상식에서 벗어나 "음악적인 질을 담보하고 객관적 권위가 설 수 있는 시상식"으로 꾸미겠다고 개최 의도를 설명했다. 후보의 선정에 관해서는 가수 중심의 시상에서 벗어나 음반과 곡 중심으로 시상하며 판매량보다는 작품의 질 중심으로 선정하겠다고 밝혔다. 선정위원이자 기자회견에 참석했던 임진모는 전문가와 팬들 모두 수상자에 대한 공감대가 형성되었던 1980년대와 달리 "이효리가 상을 휩쓰는 가요계 현실은 전문가와 팬 모두에게 공허감을 주고 있다"고 발언했다. 선정위원이자 문화연대 문화사회연구소의 일원인 이동연은 시상식의 취지 중 하나를 "주류 대 비주류, 대중성 대 전문성이란 형식적인 이분법을 극복"하는 것이라고 말하였다.

## 시상식

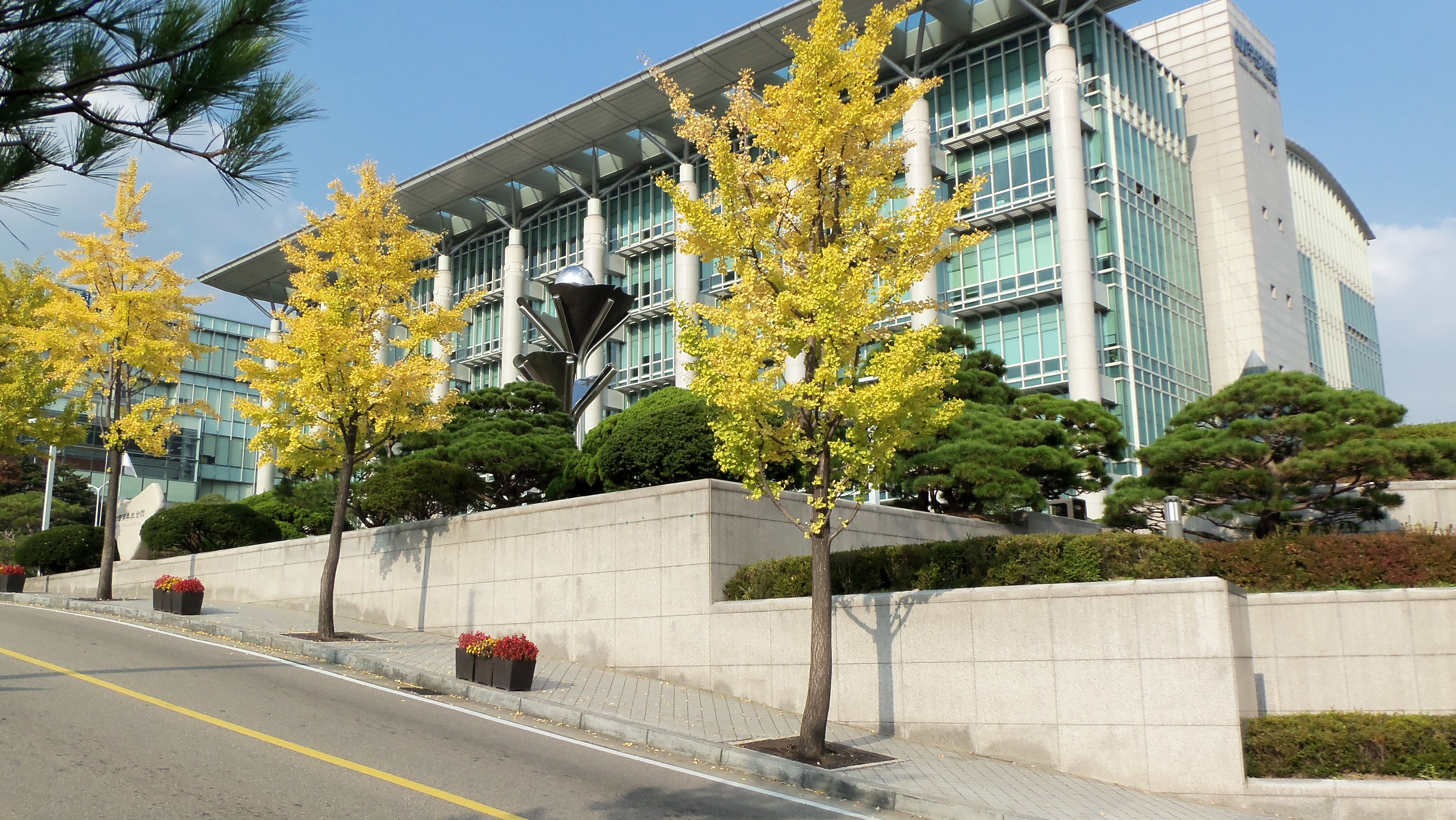
시상식이 진행된 성균관대 600주년 기념관

시상식의 후보는 2004년 2월 28일 공개되었다. 부문별로 5개의 후보가 원칙이나, 올해의 앨범 부문에서는 동점이 발생해 6개의 후보가, 올해의 신인 부문에서는 일부 선정위원의 제안에 대한 전체 선정위원의 찬성으로 푸른새벽이 후보자로 추가 선정되었다. 네티즌 투표는 후보가 발표된 후 시작되어 시상식 전날인 3월 16일까지 이어졌다. 선정위원과 네티즌 투표의 결과는 각각 80%와 20%로 반영되었다. 이동연은 1차후보 심사 대상 후보 중에 상당수가 누리꾼이 추천한 음악가라고 밝혔다.
시상식은 3월 17일 성균관대 600주년 기념관에서 개최되었다. 남성 사회자로는 김광진이 낙점되었으며, 여성 사회자는 이소라나 김윤아 등이 언급되었으나 이상은이 맡게 되었다. 2시간 30분 동안 1부와 2부로 나누어서 진행되었으며, 총 14개의 부문이 시상되었다. 첫 무대 코코어와 마지막 무대 이정선을 포함하여 총 12팀이 모두 노 개런티로 공연하였다. 한대수, 강산에, 안흥찬, 주상균, 전유성, 컬러링 베이비 7공주의 정혜원 등이 시상을 맡았다. 선정위는 최종 점수로 환산한 결과에서 1위 후보와 나머지 후보의 점수차가 1점 이내일 경우 해당 후보들에 한해 재투표를 하는 원칙을 정했는데, 이 원칙에 따라 올해의 앨범(《The The Band》, 《Florist》, 《Like The Bible》), 올해의 가수 – 여자(이상은, 보아, 이수영), 올해의 가수 – 남자(조용필, 휘성), 최우수 록음악(코코어, 넬) 부문에서 투표가 다시 이루어졌다. 선정위원 특별상은 원칙상 한 팀에게만 수여할 예정이었으나, 회의에서 두 팀에게 주어야 한다는 의견이 제기되어 아소토 유니온과 전경옥이 공동으로 수상하게 되었다.
시상식에서는 수익을 고려한 사업이 아니라고 이야기하며 공식 홈페이지를 통해 선착순으로 신청한 400명 정도에게 초대권을 배부하였다. 오마이뉴스 및 뮤직시티에서 생중계됐으며, 엠넷에서는 녹화중계가 되었다.

### 후보 및 수상자

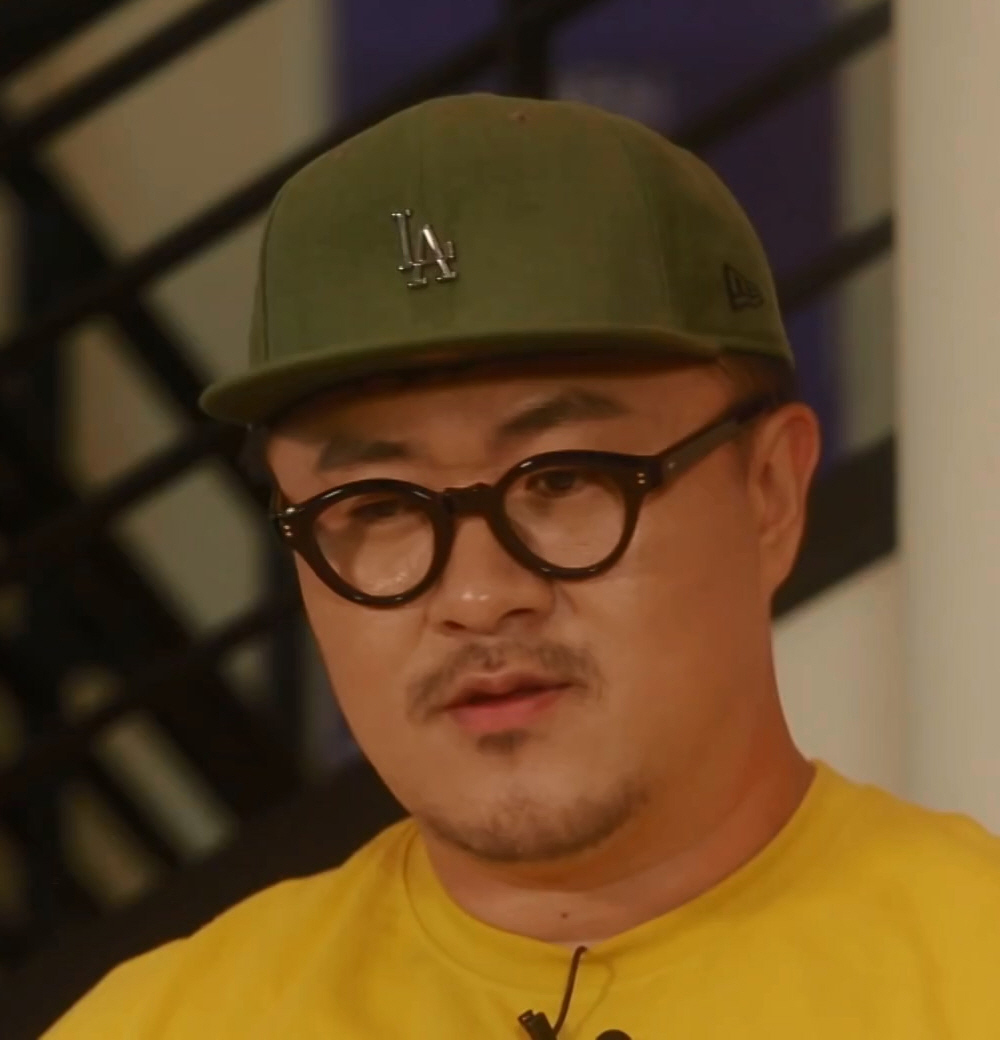
데프콘(사진)은 최우수 힙합&댄스 부문에서 수상을 차지하였다.

수상자는 첫 줄에 굵은 글씨로 표시되어 있다.
| 올해의 앨범 | 올해의 노래 |
| --- | --- |

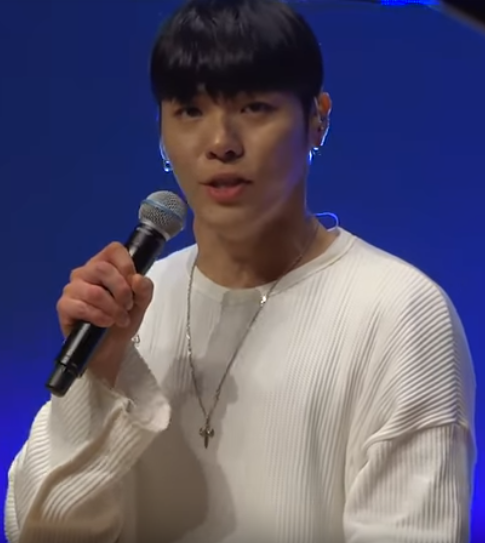
휘성(사진)은 올해의 가수 – 남자 부문을 수상했다.

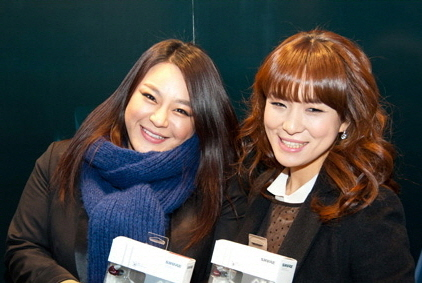
빅마마(사진)는 수상에 성공한 올해의 앨범 및 올해의 가수 – 그룹 부문을 포함해 총 네 개의 부문에 후보로 올랐다.

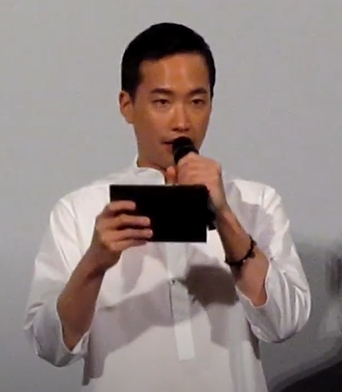
정재일(사진)은 올해의 신인 부문을 수상했으며, 〈눈물꽃〉으로 올해의 노래 후보에 올랐다.

| - 더더 – 《The The Band》 - 러브홀릭 – 《Florist》 - 빅마마 – 《Like The Bible》 - 아소토 유니온 – 《Sound Renovates A Structure》 - 이승열 – 《이날, 이때, 이즈음에....》 - 코코어 – 《Super Stars》 | - 러브홀릭 – 〈Loveholic〉 - 더더 – 〈YOU〉 - 델리스파이스 – 〈고백〉 - 윤건 – 〈어쩌다〉 - 정재일 – 〈눈물꽃〉 |
| 올해의 가수 – 남자 | 올해의 가수 – 여자                                                                                              |
| - 휘성 - 윤건 - 이승열 - 이적 - 조용필 | - 이상은 - 보아 - 이수영 - 한영애 - BMK                                                                         |
| 올해의 가수 – 그룹 | 올해의 신인 |
| - 빅마마 - 더더 - 델리스파이스 - 러브홀릭 - 아소토 유니온 | - 정재일 - 빅마마 - 아소토 유니온 - 재주소년 - 푸른새벽 - Tim                                                   |
| 최우수 록음악 | 최우수 힙합&댄스                                                                                                |
| - 코코어 - 넬 - 델리스파이스 - 러브홀릭 - 스웨터 | - 데프콘 - 드렁큰 타이거 - 리쌍 - 에픽하이 - 주석 - MC 스나이퍼                                                 |
| 최우수 알앤비&발라드 | 최우수 크로스오버                                                                                               |
| - 윤건 - 빅마마 - 아소토 유니온 - 조규찬 - 휘성 | - 나윤선 - 이병우 - 전경옥 - DJ 소울스케이프 - JS Culture                                                       |
| 올해의 영화 드라마 음악상 | 올해의 레이블                                                                                                   |
| - 《스캔들》 (이병우) - 《싱글즈》 (김준석) - 《올드보이》 (조영욱) - 《…ing》 (방준석) - 《Wonderful Days》 (원일)                                                                                   | - 플럭서스 - 카바레 사운드 - M-Boat                                                                             |
| 선정위원회 특별상 | 공로상 |
| - 아소토 유니온 - 전경옥 | - 이정선 |

## 여러 부문에 지명된 후보
4회
- 러브홀릭
- 빅마마
- 아소토 유니온[c]

3회
- 더더
- 델리스파이스
- 윤건

2회
- 정재일
- 이승열
- 코코어
- 휘성

## 반응 및 이후
시상식이 치루어지기 전 오마이뉴스의 주철환은 시상식의 설립 취지는 십분 이해한다고 하면서도, "대중음악의 진정성을 어떻게 심판할 것"인지에 대해선 의문의 여지가 있다고 주장했다. 김창남은 문화일보에 시상식을 끝내는데 어려움이 많았지만 "적어도 우리의 첫걸음은 분명하게 그리고 성공적으로 내디뎌졌다고 믿는다"며 긍정적인 반응을 담은 글을 실었다. 핫뮤직의 조성진 편집장은 선정위원장인 김창남이 대중음악과는 거리가 있으며, 수천 명의 회원이 투표하는 그래미상과는 달리 적은 선정위원의 적은 수나 고르지 못한 성향 그리고 문화연대 및 언론사인 문화일보가 상을 주최한다는 점을 지적하였다. 김창남은 인터뷰에서 심사위원의 수 및 언론사의 주최에 관한 비판을 수용하면서, 후자에 대해 "시민단체가 주관하는 시상식에 돈을 지원할 후원자가 있겠느냐"고 답했다. 또한 록 부문에서 모던 록이 다수인 점과 헤비 메탈의 부재를 언급하며 장르를 좀더 세분화하겠다고 밝혔다.
시상식이 치루어지고 4월 2일, 문화연대는 공개토론회를 개최하였다. 토론회에 참여한 주철환은 PD협회 등과의 협의가 있어야 한다고 주장하였으며, 마스터플랜의 대표였던 이종현은 엄숙한 시상식 분위기가 "운동권 시상식" 같았다고 지적하였다. 서울신문의 박상숙은 한국대중음악상이 "새 바람을 일으켰다"고 언급하며, 가요상의 폐지 목소리에 대한 신호탄이 되었다고 평했다. 연합뉴스의 홍제성과 헤럴드경제의 김고금평 또한 2004년 한국 음악에 대한 결산 기사에서 한국대중음악상의 등장을 긍정적으로 바라보았다.

### 내용주
1. ↑  KBS 가요대상, MBC 10대 가수 가요제, SBS 가요대전, KMTV 가요대상, 엠넷 뮤직 비디오 페스티벌, 스포츠서울의 서울가요대상, 일간스포츠와 한국음반산업협회의 골든디스크상을 의미한다.
2. ↑  문화일보는 공로상의 후보로 조용필, 이정선, 한대수가 있다고 보도했지만,[19] 한국대중음악상 아카이브에는 수상자 이정선만이 언급되어 있다.[18] 이후 한대수와 조용필은 각각 2005년과 2006년 공로상을 수여받았다.[20][21]
3. ↑  아소토 유니온은 후보 발표 당시 4개 부문의 후보였으나, 시상식에서 선정위원회 특별상을 수상하였다.[22]

### 참조주
1. 1 2 3 4 5  박형숙 (2004년 2월 23일). “'이효리 없는' 가요 시상식 열린다”. 《오마이뉴스》. 2023년 3월 18일에 원본 문서에서 보존된 문서. 2023년 3월 18일에 확인함 – 네이버 뉴스 경유.
2. 1 2  김창남 (2004년 3월 18일). “<제1회 한국대중음악상>음악적 진정성 고민하는 ‘대안적 賞’ 자리매김을”. 《문화일보》. 2023년 3월 18일에 원본 문서에서 보존된 문서. 2023년 3월 18일에 확인함.
3. 1 2 3 4 5  박준흠 (2004년 3월 25일). “한국대중음악상, 이렇게 만들어졌다.”. 《가슴》. 2004년 4월 23일에 원본 문서에서 보존된 문서.
4. 1 2 3  이승형 (2004년 2월 24일). “작품성 위주로 객관성살려”. 《문화일보》. 2023년 3월 18일에 원본 문서에서 보존된 문서. 2023년 3월 18일에 확인함.
5. ↑  박준흠 (2018년 7월 4일). “한국대중음악상 신설 기획서 초안 (2003년 9월)”. 《사운드네트워크》. 2023년 3월 31일에 원본 문서에서 보존된 문서. 2023년 3월 31일에 확인함.
6. 1 2  김상만 (2004년 3월 24일). “첫 발 내딛은 자체가 의미 있는 일”. 《미디어오늘》. 2023년 3월 18일에 원본 문서에서 보존된 문서. 2023년 3월 18일에 확인함.
7. 1 2 3 4  이승형 (2004년 3월 12일). “최고권위 ‘올해의 앨범’ 누가 받을까”. 《문화일보》. 2023년 2월 18일에 원본 문서에서 보존된 문서. 2023년 3월 18일에 확인함.
8. ↑  “한국대중음악상”. 한국대중음악상. 2004년. 2004년 8월 14일에 원본 문서에서 보존된 문서.
9. 1 2 3  홍제성 (2004년 2월 23일). “대안적 의미의 한국대중음악상 신설”. 《연합뉴스》. 2023년 3월 18일에 원본 문서에서 보존된 문서. 2023년 3월 18일에 확인함 – 네이버 뉴스 경유.
10. ↑  이승형 (2004년 2월 24일). “한국의 그래미 ‘대중음악상’ 제정”. 《문화일보》. 2023년 3월 18일에 원본 문서에서 보존된 문서. 2023년 3월 18일에 확인함.
11. 1 2  이동연 (2004년 3월 12일). “두렵지만 기대되는 17일”. 《문화일보》. 2023년 3월 18일에 원본 문서에서 보존된 문서. 2023년 3월 18일에 확인함.
12. ↑  홍제성 (2004년 2월 28일). “제1회 한국대중음악상 후보 발표(종합)”. 《연합뉴스》. 2023년 3월 18일에 원본 문서에서 보존된 문서. 2023년 3월 18일에 확인함 – 네이버 뉴스 경유.
13. ↑  “제1회 한국대중음악상 각 부문 후보자를 발표합니다.”. 한국대중음악상. 2004년 2월 28일. 2006년 1월 16일에 원본 문서에서 보존된 문서.
14. 1 2  박형숙 (2004년 3월 8일). “사회는 김광진, 빅마마·휘성 등 노개런티로 출연”. 《오마이뉴스》. 2023년 3월 18일에 원본 문서에서 보존된 문서. 2023년 3월 18일에 확인함.
15. 1 2  이승형 (2004년 3월 17일). “제1회 한국대중음악상 17일 시상식”. 《문화일보》. 2023년 3월 19일에 원본 문서에서 보존된 문서. 2023년 3월 19일에 확인함.
16. ↑  김남석 (2004년 3월 18일). “<제1회 한국대중음악상>7세 소녀 ‘올해의 신인상’ 시상”. 《문화일보》. 2023년 3월 18일에 원본 문서에서 보존된 문서. 2023년 3월 18일에 확인함.
17. 1 2  이승형 (2004년 3월 18일). “<제1회 한국대중음악상>더더·러브홀릭·빅마마 1점차 경합”. 《문화일보》. 2023년 3월 18일에 원본 문서에서 보존된 문서. 2023년 3월 18일에 확인함.
18. 1 2  “Korean Music Awards - Archive - 2004”. 한국대중음악상. 2023년 3월 18일에 원본 문서에서 보존된 문서. 2023년 3월 18일에 확인함.
19. ↑  이승형 (2004년 3월 1일). “한국대중음악상 1차 후보명단 발표”. 문화일보. 2023년 3월 18일에 원본 문서에서 보존된 문서.
20. ↑  박상숙 (2005년 3월 4일). “클래지콰이 5개부문 후보에”. 서울신문. 2023년 3월 18일에 원본 문서에서 보존된 문서.
21. ↑  김희연 (2006년 3월 15일). “그룹 ‘두번째 달’ 대중음악상 3관왕”. 경향신문. 2023년 3월 18일에 원본 문서에서 보존된 문서.
22. ↑  홍제성 (2004년 2월 28일). “제1회 한국대중음악상 후보 발표(종합)”. 연합뉴스. 2023년 3월 18일에 원본 문서에서 보존된 문서. 2023년 3월 18일에 확인함 – 네이버 뉴스 경유.
23. ↑  주철환 (2004년 3월 3일). “'휘성'은 되고 '비'는 안 되는 까닭”. 《오마이뉴스》. 2023년 3월 18일에 원본 문서에서 보존된 문서. 2023년 3월 18일에 확인함 – 네이버 뉴스 경유.
24. ↑  안경숙 (2004년 3월 24일). ““선정위원 대표성 등 문제 내포"”. 《미디어오늘》. 2023년 3월 18일에 원본 문서에서 보존된 문서. 2023년 3월 18일에 확인함.
25. ↑  이승형 (2004년 4월 5일). ““대중음악賞에 대중이 빠진 아쉬움””. 《문화일보》. 2023년 3월 19일에 원본 문서에서 보존된 문서. 2023년 3월 19일에 확인함.
26. ↑  박상숙 (2004년 12월 24일). “[되돌아 본 2004 문화] ⑤ 대중음악”. 《서울신문》. 2023년 3월 19일에 원본 문서에서 보존된 문서. 2023년 3월 19일에 확인함.
27. ↑  홍제성 (2004년 12월 15일). “<2004 문화예술결산>-⑬가요”. 《연합뉴스》. 2023년 3월 19일에 원본 문서에서 보존된 문서. 2023년 3월 19일에 확인함 – 네이버 뉴스 경유.
28. ↑  김고금평 (2004년 12월 20일). “【대중음악 결산】극심한 음반 시장 불황에도 質은 좋아져”. 《헤럴드경제》. 2023년 3월 19일에 원본 문서에서 보존된 문서. 2023년 3월 19일에 확인함 – 네이버 뉴스 경유.